# Донник Лариса Іванівна
До́нник Лари́са Іва́нівна (18 червня 1938, Харків — 21 листопада 2022, Харків) — українська композиторка, авторка симфонічної, камерної і  духовної хорової музики, дитяча викладачка, член Національної спілки композиторів України, лауреат премії В. Косенка (2016).

## Біографічні дані
1967 — закінчила Харківський національний університет мистецтв імені Івана Котляревського по класу композиції  Губаренка Віталія Сергійовича.
Із 1967 року — викладач музично-теоретичних дисциплін у музичних школах міста Харкова.
Із 1971 року — викладач (педагог вищої категорії) по класу композиції в Дитячій музичній школі № 9 ім. В. Сокальського міста Харкова. Серед учнів – Олександр Щетинський, Олександр Гугель, Олена Зільберман.
1986, травень — прийнята до Національної спілки композиторів України.
1991 — регент на початковому етапі створення хору в парафії Іоано-Богословського храму (Харків).
Із 1991 по 2016 — духовна хорова музика Лариси Донник неодноразово лунала в концертах Міжнародного українського музичного фестивалю «Київ Музик Фест» у виконанні камерного хору імені М. Леонтовича (пізніше — хор «Хрещатик»).

## Творчий наробок
Творчість Лариси Іванівни Донник багатожанрова. Гармонійність мислення, поліфонічність музичної тканини, релігійні мотиви, образність і мелодійність інтонації спрямовані на розкриття духу української ментальності в різнобічних аспектах як минулого, так і сьогодення.

### Камерна музика
- Струнний квартет в 4-х частинах, 1964

### Музика для хору
- «Весняний віночок» /в основі 3 народні українські пісні/ (для дитячого хору А капела, 1988)
- «Колискова-роздум» для тріо бандуристок /в основі: українські народні пісні «Ой ви люлі, люлі», «Побратався сокіл», «Ішли гори з долинами»/ — для жіночого хору А капела (1990)
- «Пам'яті М. Вербицького» для мішаного хору a capella (слова Г. Чупринки. 1993)
- Сюїта «Пам'яті М. Березовського» для мішаного хору a capella (слова С. Сапеляка, 1994)
- «Акафіст до ікони Пресвятої Богородиці з іконостаса Святої Покрови в Харкові» для лірико-драматичного сопрано та мішаного хору (слова С. Сапеляка, 1995)
- «Три молитви» на канонічні тексти для мішаного хору, 1996

### Для оркестру
- «Пісня про Батьківщину» для камерного оркестру, партитура, 1981
- «Дума» для симфонічного оркестру, партитура, 1-а редакція, 1982
- Хореографічна поема «Пробудження» для симфонічного оркестру, партитура (Леся Українка «Лісова пісня», 1987)
- «Концертна поема» для цимбалів із симфонічним оркестром пам'яті Г. Хоткевича, 2001
- «Помаранчева молитва», фрески для симфонічного оркестру, партитура, 2005

### Варіації для інструментів

#### Бандури
- Псалми для бандури, 1991
- Вокальний цикл «Земне тяжіння» для сопрано з бандурою (слова В. Симоненка, 1992)
- «Слобідські замальовки» для сопілки та бандури, 1994
- «Поема пам'яті Гната Хоткевича» для бандури й фортепіано (слова М. Мельниченка, 1996)
- Концертні варіації «Ой в Харкові на риночку», 1997
- Сюїта «Тії слави козацької повік не забудемо», 2001
- Дитячий цикл для бандури за поезіями українських поетів, 2003

#### Цимбалів
- «Слобожанська фантазія» № 1, «Слобожанська фантазія» № 2, 1995
- «Соната-епітафія пам'яті Гната Хоткевича», одночастинна, 1997
- Віртуозна концертна п'єса «Козацьке коло», «Колядкові варіації», 1998
- Варіація «Терен цвіте» (на українську народну пісню), 2000

#### Фортепіано
- Сюїта на гуцульські народні теми для блок-флейти /або інших духових інструментів: Fl, Ob, Cl, Tr-ba/ та фортепіано, 1989
- Збірка фортепіанних п'єс для дітей, 1992
- П'єси для фортепіано в 4 руки «Ця казкова чарівна троянда» та «Веселий колобок», 1999
- Фантазія «„Осяяність“ пам'яті Галини Тюменєвої», 2000
- «Замальовки», для фортепіано, друга редакція, 2001

#### Фортепіано та скрипки
- Соната-дума для скрипки й фортепіано у 2-х частинах, 1974
- Три п'єси для скрипки й фортепіано за поезіями Т. Г. Шевченка, 2002
- «Сад Божественних пісень», п'єса для сопілки /або скрипки/ з фортепіано, 2002
- «Гумористичні нотатки-писульки» для скрипки й фортепіано за мотивами творів Григорія Квітки-Основ'яненка, 2005

### Цикли для голосу з фортепіано
- «За сонцем хмаронька пливе», «Ой по горі ромен цвіте», романси для баритона й фортепіано (слова Т. Г. Шевченка, 1963)
- «Живиця», вокальний цикл для меццо-сопрано й фортепіано на вірші Марії Влад, 1979
- «Грають у дримби вітри», триптих для високого сопрано й фортепіано на вірші Марії Влад, 1982
- Вокальний цикл про Голодомор 1932-1933 р. «Кому оповім печаль свою» для баритона та фортепіано (слова О. Олеся, 1993)
- Романс «Свята ніч» для високого голосу й фортепіано (слова Л. Українки, 2000)
- Духовний цикл вокальних поем для меццо-сопрано /сопрано/ та фортепіано (слова Б.- І. Антонича й О. Олеся, 2005)

Духовна хорова музика Лариси Донник увійшла до фондів Національного радіо. ЇЇ твори для цимбалів виконують в Україні,Білорусі, Словаччині, Молдові, Німеччині, Угорщині.